# Vittorio Betteloni
Vittorio Betteloni (Verona, 14 giugno 1840 – Castelrotto di San Pietro in Cariano, 1º settembre 1910) è stato un poeta italiano.

## Biografia

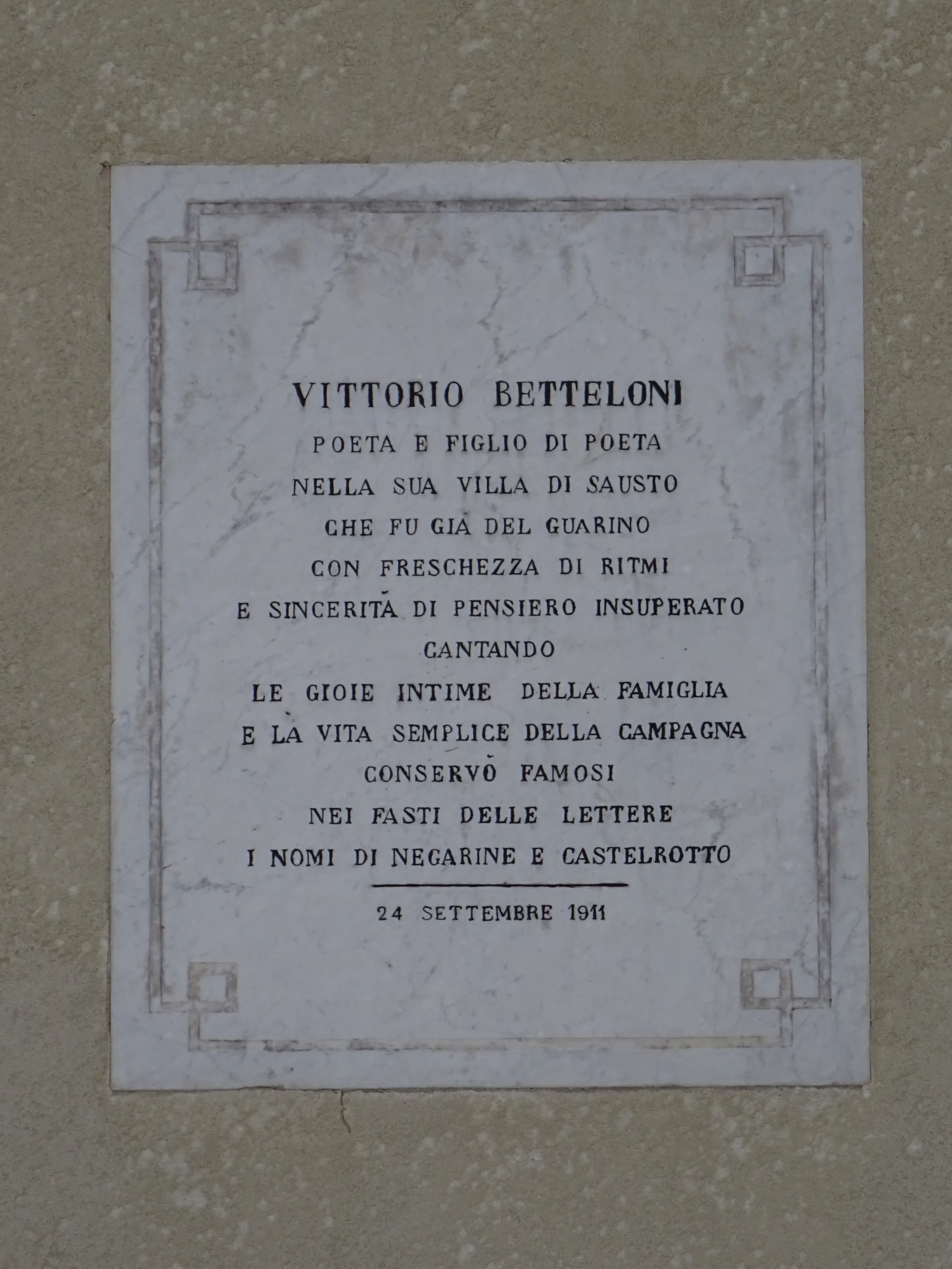
Targa nella piazza di Castelrotto

Inizia, appena adolescente, a buttar giù versi con l'incoraggiamento del padre Cesare, anch'egli poeta, alla cui morte per suicidio, nel 1858, è affidato alla tutela dell'altro noto poeta e amico di famiglia, Aleardo Aleardi, che lo iscrive alla facoltà di legge dell'Università di Padova.
Dal 1859 prosegue gli studi a Torino e poi a Pisa dove si laurea (1862) e scrive le prime prove poetiche, le trentatré liriche del Canzoniere dei vent'anni. Tornato a Verona, interrompe la tranquillità di una vita piuttosto ritirata solo per recarsi talvolta a Milano, dove frequenta il milieu della Scapigliatura e diventa amico di alcuni dei suoi esponenti, come Emilio Praga. Nel 1869 pubblica la raccolta In primavera.
Betteloni si sposa nel 1872 con Silvia Rensi, figlia di Francesco, animatore di un salotto letterario e patriottico nella città meneghina. Dalla moglie ha tre figli, tra i quali Gianfranco (nato nel 1876), anch'egli poeta, oltre che editore e curatore delle opere del padre. Negli anni Settanta la passione per le letterature in lingua inglese e tedesca si concretizza nella traduzione di parte del Don Giovanni byroniano, edita nel 1875 con il titolo di Aideia, e in quella completa del poemetto di Robert Hamerling Assuero a Roma, pubblicata l'anno dopo con titolo Nerone.
Nel 1875 la visita di Carducci a Verona gli permette di conoscere il celebre poeta, con il quale stringe un'amicizia destinata a durare tutta la vita. Carducci legge le sue poesie, le apprezza e lo incoraggia nell'attività poetica; scrive una prefazione elogiativa, già apparsa nel Fanfulla della domenica, ai suoi Nuovi versi, pubblicati nel 1880.
Dal 1877 insegna letteratura italiana nel Reale Collegio degli Angeli di Verona, traduce l'Arminio e Dorotea di Goethe, pubblicato nel 1892, e, completando l'opera intrapresa in passato, il Don Giovanni di Byron, edito nel 1897. Collabora inoltre ai due quotidiani scaligeri L'Adige e L'Arena.
Muore nel 1910 nella villa che porta il suo nome, di proprietà dei suoi antenati fin dal 1665, nella frazione veronese di Castelrotto nel comune di San Pietro in Cariano.

## Opere
Raccolte poetiche
- In primavera, 1869
- Nuovi versi, 1880
- Crisantemi, 1903
- Zulieta e Romeo 1905

Romanzi
- Prima lotta, 1896

Traduzioni
Alla notevole attività di versione poetica di Vittorio Betteloni è dedicato l'intero secondo volume dell'edizione Mondadori 1946, curata da Mario Bonfantini. Esso comprende il Don Giovanni di Byron, il Nerone di Hamerling e l'Arminio e Dorotea di Goethe.

## Nota critica
Nei primi decenni dell'Unità, appare nella poesia italiana un cauto realismo che non taglia i ponti con la tradizione classica ma rifiuta tanto l'enfasi risorgimentale che certo patetismo romantico. I versi del Betteloni, volutamente prosastici in modo da aderire alla dimensione dimessa dei piccoli casi quotidiani, hanno un andamento narrativo ora rappresentando liete rievocazioni di amori giovanili, ora ripiegandosi in un controllato intimismo. I toni smorzati della sua poesia, percorsa da venature ironiche, precorre in parte il prossimo Crepuscolarismo.
Dai primi, ancora acerbi versi del Canzoniere dei vent'anni appare già la cifra stilistica del Betteloni:
Poi ti tenevo dietro piano piano,

com'è costume dei novelli amanti,

pur di scorgerti solo da lontano,

senza parere all'occhio dei passanti:

e tu con atto cauto e sospettoso,

per non mostrar che a me ponessi mente,

volgevi a mezzo il capo tuo vezzoso,

ad or ad or non molto di sovente;

ma non molto di rado tuttavia

temendo pur che addietro io fossi troppo,

o non pigliassi a caso un'altra via,

o in qualche amico non facessi intoppo.

Quindi arrivata, ancor sul limitare

il piede soffermavi un breve istante:

là t'arrestavi a rapida guardare

s'io pur non ero tuttavia distante;

poscia, fatte le scale in un momento,

al terrazzo accorrendo t'affacciavi;

io ti venivo innanzi lento, lento,

tu col sorriso allor mi salutavi.
Mentre nel frammento A se stesso, datato luglio 1910, probabilmente i suoi ultimi versi, c'è la leggerezza tenue e ironica di tutta la sua vita:
Ho compiuti settant'anni,

e son qui pien di malanni

che mi tocca sopportar

con la gran filosofia

di chi altro non può far.

Con la gran filosofia

di chi aspetta d'andar via

per più indietro non tornar.

Disperarsi è tempo perso,

di restare non c'è verso:

devo andare all'ora mia:

dunque andiamo, e così sia.

## La prefazione aCrisantemi
La prefazione a Crisantemi. Ultimi versi (1903) costituisce il testamento spirituale e la professione di fede poetica di Vittorio Betteloni.
Nella prima parte della prefazione Betteloni svolge un'appassionata difesa della poesia "bella, gentile e schietta" come la propria, sia pure riconoscendo: "Ma io non sono un grande poeta. Io non so ispirarmi che ai piccoli soggetti della vita che vivo, e della vita che mi circonda. Parvum parva decent". Ogni arte dovrebbe ispirarsi alla verità, "tranne forse la musica che, essendo un linguaggio ideale, può, anzi dovrebbe unicamente giovarsi di favole, di leggende, di miti immaginari e fantastici", come ha fatto Wagner. Se non che il verismo è degenerato nel realismo e peggio nel naturalismo, come mostrano i romanzi di Zola. "Per i critici scrittore verista è quello, che si compiace di rappresentare cose sconce o almeno triviali e volgari. Secondo me invece, scrittore verista è quello che unicamente trae soggetto all'opera propria dal vero, preferibilmente dal vero che è bello, ma non indietreggia neppure dinnanzi al vero, che bello non è". Bisogna dire che Betteloni dovette subire una pioggia di malignità, a causa di una trovata di cattivo gusto con la quale volle concludere la composizione Realismo, contenuta nella raccolta Nuovi versi (1880). Conoscendone meglio il pensiero dopo la pubblicazione della prefazione a Crisantemi, oggi non si può escludere che la bambocciata fecale di Realismo abbia voluto beffare i realisti di professione - non diversamente, del resto, da come beffò la macabra sensibilità romantica tedesca in composizioni come Catastrofe.

### Verismo
Nella composizione La strada, appartenente alla raccolta Piccolo mondo (1870-1877), afferma spavaldamente: "Io di false, romantiche paure, | di liceale poesia mi pasco". Il verismo di Betteloni si sviluppa in effetti per continuità libraria dalla stagione superata delle mode romantiche; e pur dilettandosi nel praticarne talvolta i manierismi, egli sa tuttavia infondervi più spesso i due principali ingredienti genuini della soggettività e della cronaca. Quanto alla soggettività, basta leggere due strofe di Insonnia:  
A lei non è dell'anima
alcun segreto ignoto,
a lei del cor non celasi
il più segreto moto,
a lei del capo l'ultimo
pensier non resta ignoto.
Sa tutto, ed instancabile
il tutto mi ripete;
ma fra le cose scegliere
suol essa le men liete:
spiega, commenta, esagera

il mal che mi ripete. 
Quanto al verismo tratto dalla cronaca, può valere come esempio Tragedia umile (nei Nuovi versi, 1880), dialogo a sei voci fra Narratore Fanciulla Vita Morte Spirito Terrore che ha come soggetto il suicidio di una ragazza-madre. In una nota Betteloni prende distacco dal suo "breve dramma sentimentale" con la pretesa dello scopo "puramente artistico e non punto morale né filosofico". Se non che la conclusione recita:  
Narra il giornal con poche e indifferenti
parole il mesto caso
nella cronaca urbana.
Ma al poeta solingo fra le genti
nessuno sfugge benché lieve aspetto
della miseria umana;
ei l'umil grido intende
dell'infima sventura
che il suon del mondo affacendato copre.
E la tragedia oscura

per opera di lui nota si rende.  
I temi intimo, erotico e funerario si saldano, per una volta, nel sonetto 24 della raccolta Per una signora, allorché egli rievoca il suicidio del padre, e immagina di poter morire sul seno di lei:  
Che se in tal notte, o bella, io qua t'avessi,
solo vorrei posarti in sen la testa,

e che là più svegliarmi non potessi!  
Ciò che Betteloni nella prefazione a Crisantemi intende per verismo diventa dunque chiaro, alla luce di questa unità degli opposti che egli mostra esistere sempre nel vero. E non si tratta di uno sviluppo tardivo, obbediente alla moda ormai affermata dei tempi, perché fin dalla raccolta Per una crestaja, che è del 1865, fra i versi più teneri di un immaginario invito a cena pieno di allegria e di sazietà (numeri 6 e 7) Betteloni non dimentica l'indigenza, il lavoro e la fame:    
Eri d'ingenita
grazia infinita
e d'economica
lana vestita. (...)
Voler con quindici,
o venti lire
esser magnifica
e riuscire.
Tu sempre d'esserlo
trovavi il mezzo
qualunque fossero
la stoffa e il prezzo.
Ma benché picciolo
quel prezzo, pure
a guadagnarselo
son pene dure.
E' d'uopo starsene
fisse, inchiodate,
sopra una seggiola
delle giornate. (...)
Curve alla lampada
vegliar la notte,
coi pie' che gelano,
con l'ossa rotte.
Con ciò si piglia
di che sfamarsi... (...)
Il companatico
lasciarlo andare,
di pane ed acqua
saper campare. (...)
Già mi sovviene
che col tuo strascico
stavi pur bene;
ma ch'eri pallida,
smunta sovente,
e ciò affliggevami

profondamente. 
Si tenga presente che, se Scene della vita di Bohème di Henri Murger era già stato pubblicato nel 1851, l'opera di Puccini aprì i caratteri al vasto pubblico soltanto nel 1896. L'ammazzatoio e Nana di Zola sono rispettivamente del 1877 e del 1880. Betteloni non cercò il successo praticando da benestante il verismo come una moda. A guidare le sue scelte poetiche fu la nuova sensibilità sociale - la quale non ha più nulla in comune con l'interesse per le operaie di filanda di un Manzoni o di un Carcano.

### Il confronto con Olindo Guerrini
A chi lo mette a confronto come un minore a un Olindo Guerrini che sarebbe maggiore, nella prefazione a Crisantemi Betteloni risponde che la meritata fortuna di Guerrini (trentacinque edizioni in quindici anni dei Postuma: "nessun libro poetico nel secolo decimonono ebbe un tal numero di stampe in così breve tempo") fu dovuta a tre cause diverse: "Prima e massima causa, l'argomento licenzioso. (...) Seconda causa, i bei versi. (...) Terza causa, l'accorta invenzione del Guerrini, che finse morto di tisi il giovane autore del Canzoniere, pubblicato postumo dal pietoso cugino". Ma una differenza ben più sostanziale consiste nel fatto che i Postuma di Guerrini derivano da Byron, da Heine e da A. de Musset, mentre "le mie rime In primavera derivano direttamente dai classici". E quanto a classicità (non classicismo), bisognerà piuttosto considerare Vittorio Betteloni un fratello scanzonato dell'austero Arturo Graf.

### Contro i decadenti e i simbolisti francesi
La seconda parte della prefazione a Crisantemi è tutta quanta dedicata a una gustosa requisitoria contro i poeti illeggibili del decadentismo e del simbolismo francesi: "Infatti i decadenti e i simbolisti fanno della oscurità dello scrivere un canone dell'arte loro"; e "per fare del nuovo, dell'insolito, del non mai tentato in Francia, questi sciagurati rinnegarono la principale e più preziosa dote della loro letteratura, e si diedero a scrivere cose prive di senso, che non hanno significato alcuno". I bersagli di Betteloni sono Mallarmé, Verlaine e Maeterlinck, che formano "la triade sacrosanta della religione simbolica e decadente" - mentre di Rimbaud egli mette alla berlina la pretesa di attribuire alle vocali un colore, "secondo la qual cosa la parola, oltre che evocatrice di grate sensazioni all'orecchio, è tale anche agli occhi".  I suoi sostegni, viceversa, sono i maestri della chiarezza e dell'eleganza come Tolstoj e Anatole France. A dispetto dei giudizi di sdegno o di sufficienza dei migliori ingegni europei, i poeti italiani restano nondimeno affetti da sudditanza esterofila: perché "quanto si fa di bene o di male in Francia, tosto con grande zelo si copia in Italia, e più facilmente il male che il bene".

## Crisantemie le poesie inedite
Come la presentazione ai lettori del Canzoniere di Petrarca, il sonetto che apre l'ultima raccolta è un atto di contrizione sull'avere vaneggiato come poeta: 
Sicché mi dolgo, poiché tardi appresi
che seguendo un'altera e inane ubbìa

cotanti anni, e i più belli, indarno io spesi. 
A parte le esercitazioni su alcuni dei suoi temi precedenti (satira antiromantica, cronaca macabra, odi celebrative, galanterie, elegie mondane domestiche o stagionali), le composizioni raccolte in Crisantemi o le inedite esprimono gli stati di tetraggine di un uomo che si sente finito e inutile, sicuro che sarà dimenticato. Lo stato d'animo di Betteloni non si spiega tanto con l'età (nel 1895, quando ricomincia a comporre, non ha che cinquantacinque anni), bensì con la contrarietà alla politica della Sinistra dopo il 1876, e specialmente alle imprese africane di Crispi (ciò che lo avvicina all'Imbriani). In Ora tetra, per esempio, scrive: 
E la mia patria per malfidi e bui
sentieri affretta ruinando il piede
come puledra imbizzarrita a cui

cavalier più bizzarro in groppa siede.
E in Ottobre muore è assai più franco e chiaro: 
E dolce m'è altresì, dai più in disparte,
seder di pochi amici in crocchio eletto;
parlar di libri, di teatri, d'arte
o d'altro tal più a noi grato soggetto... (...)
Futile studio, il so: ma noi potremo
sollevarci eziandio [sui banchi del Senato] fino a dir male
del governo: rapace ingiusto scemo

africano governo esizïale. 
Nel congedarsi dalla lunga fatica della traduzione del Don Giovanni di Byron dedica tuttavia un'intera ottava ad una recriminazione diversa, più sostanziale perché attinente alla sua propria arte: 
Non è terra in Europa meno amica
a poesia di questa [Italia], che si dice
terra de 'l canto sol perch'essa è antica
di gorgheggi e di trilli educatrice.
Non che simile nome a lei s'addica
per ragione più nobile e felice:
ché ciò che parla ai sensi unicamente

ama, non ciò che al cor parla, e a la mente. 
Lo udiamo prendersi i suoi svaghi migliori, d'altra parte, ogni volta che vagheggia con l'immaginazione qualche bella donna, al modo che iniziarono a fare i poeti barocchi: la bella amazzone spavalda, la bella rorida bagnante, la bella dormente discinta.
Nell'autocommento alla traduzione del Carme nuziale di Catullo proclama: "Io non siedo professore in nessuna università o liceo o altro istituto del regno, dove la studiosa gioventù italiana viene sapientemente istruita; non sono però [perciò] tenuto a non pensare spesso e a non dire talvolta o scrivere alcuna corbelleria, se questa risponde a quel senso artistico, che forse speciale natura e certo lunghissimi studi formarono nella mia mente". E certamente Betteloni appartenne a quella libera intellettualità di un'Italia in cui ancora si discuteva francamente, vivacemente, violentemente chiamando per nome gli avversari di scuole e di correnti rivali, suscitando con le idee, il pregiudizio, il puntiglio e la faziosità altre opere, altre scuole e correnti. Quello spirito emozionato d'agitazione polemica ha raggiunto il culmine durante i due decenni delle Avanguardie, e si è estinto col fascismo. Favorito dal clima di Guerra Fredda, nell'Italia repubblicana esso è risorto con la "battaglia delle idee" per circa un ventennio - ma soltanto per la letteratura in prosa di costeggiamento politico. La neo-avanguardia degli Anni Sessanta ha sparato le sue bordate quasi nel vuoto, senza suscitare la costituzione di memorabili correnti opposte, e s'è esaurita per propria inedia. Si può dire che dopo la "Ronda", dopo qualche strascico ermetico e dopo l'acqua e sapone della "quarta generazione", le battaglie sulla poesia si siano semplicemente spente in Italia per la mancata costituzione di forti punti di polarizzazione. Nessuno avrebbe oggi il coraggio di uscire in pubblico con posizioni e confessioni tanto risolute, come quelle di Vittorio Betteloni.

## Zulieta e Romeo
La Storiela in versi de un poeta popolan si compone di dodici ottave di presentazione "ai siori che à studià e che la sa longa", e di centodiciassette ottave di narrazione in dialetto veronese. Nella presentazione Betteloni si oppone allo scientismo pedagogico che irride e cancella dall'immaginazione popolare le passioni letterarie orecchiate, e fatte proprie come memorabile diceria patetica: 
Ma se 'l popolo crede, e mi con lu,
mi che son, e me vanto, el so poeta,... (...)
se del popolo dunque le putele
e i puteloti a quela storia lì
tuti i ghe crede, e se in pensando a quele
desgrassie i sente intenerirse el cor,
perché mo a 'sta passion volerse opor? (...)
Ma le credense, che dei poareti
i è la consolassion che i possa aver
unica al mondo, in ogni su gran pena
e in le strussie che i gà su la so schena,
quele credense, lassenele star:
quele credense là, che ne fa boni,

doçili e savi, lassenele star. 
Nelle note apposte alla sua "epopea famigliare", o "novella poetica insomma", Betteloni ricorda due contadine orecchianti la lingua cólta, nonché un pescatore un legnaiolo un gondoliere che hanno letto Dante e lo recitano anche a memoria - ma quando scrivono si sforzano di farlo in italiano con miseri risultati. "Se avessero avuto l'accorgimento di scrivere nel dialetto natio, avrebbero spontaneamente trovata l'espressione più adatta a interpretare il loro sentimento, e avrebbero fatto opera meno disadorna, e più degna di curiosità e d'attenzione". Per sopperire a simile difetto, il poeta cólto ha due possibilità. 
Ci sono due maniere di poesia dialettale. O il poeta non rinuncia a se stesso, ed è sempre lui, anche narrando i fatti degli altri, e riportandone i discorsi, come fece il gran Porta, che ci lasciò una così vivace pittura della società milanese de' suoi tempi; o il poeta esce di se stesso, e mettendosi nei panni d'un popolano ne parla il linguaggio e ne esprime il sentimento, come fecero il Fucini ne' suoi sonetti pisani, il Pascarella nella Scoperta dell'America, e spesso anche il Belli, altro gran poeta dialettale che, come il Porta la società di Milano, rappresentò la società di Roma nell'età sua in modo impareggiabile. Ma questa seconda maniera è molto più difficile della prima. 
Come si vede, Betteloni non pensò che, a differenza del naturalismo, il verismo dovesse consistere nell'esecuzione d'un calco reciproco fra scrittori e popolo. Già nel titolo egli si definisce poeta popolano, e non popolare. Pensò, tutt'al più, ad un trasporto in lingua scritta della lingua orale, alla maniera di Porta; ma preferì evidentemente la via molto più difficile della sapiente (Zulieta e Romeo è corredato da un lessico veronese) ricreazione dei capolavori letterari già in qualche modo orecchiati e divulgati fra la gente comune. Sotto questo riguardo, creazioni come La scoperta dell'America di Pascarella sono altra cosa, trattandosi di favole per il popolo senza prestigio di tradizione e prive, soprattutto, di alcun intento d'iniziazione perfettiva (solo burlesca, o celebrativa come nei sonetti di Villa Glori). La traduzione in dialetto di classici è un genere che ha una sua tradizione - la quale, tuttavia, non si è mai proposta scopi diversi dal diletto o dalla satira. Sebbene Betteloni ripeta a sazietà che il popolo va lasciato cullarsi nei suoi sogni patetici, è chiaro che il suo pensiero non è indirizzato a divertirlo creandogliene altri a scopo di semplice intrattenimento, bensì a metterlo in relazione mediante la lingua con qualcosa di superiore - nientemeno che la letteratura mondiale.
Dopo più di un secolo la posizione di Betteloni conserva un valore attuale per coloro che credono i giovani doversi educare alla conoscenza delle letterature antiche e moderne mediante lettura in lingua madre italiana.

## Errata-Corrige
In una eventuale futura riedizione delle poesie, bisognerà correggere il verso 65 del capitolo X di Piccolo mondo. Errata: Le cicale fan versi. Corrige: Le cicale far versi.